# Ischyja glaucopteron
Ischyja glaucopteron là một loài bướm đêm trong họ Noctuidae.